# Teoria da paz democrática

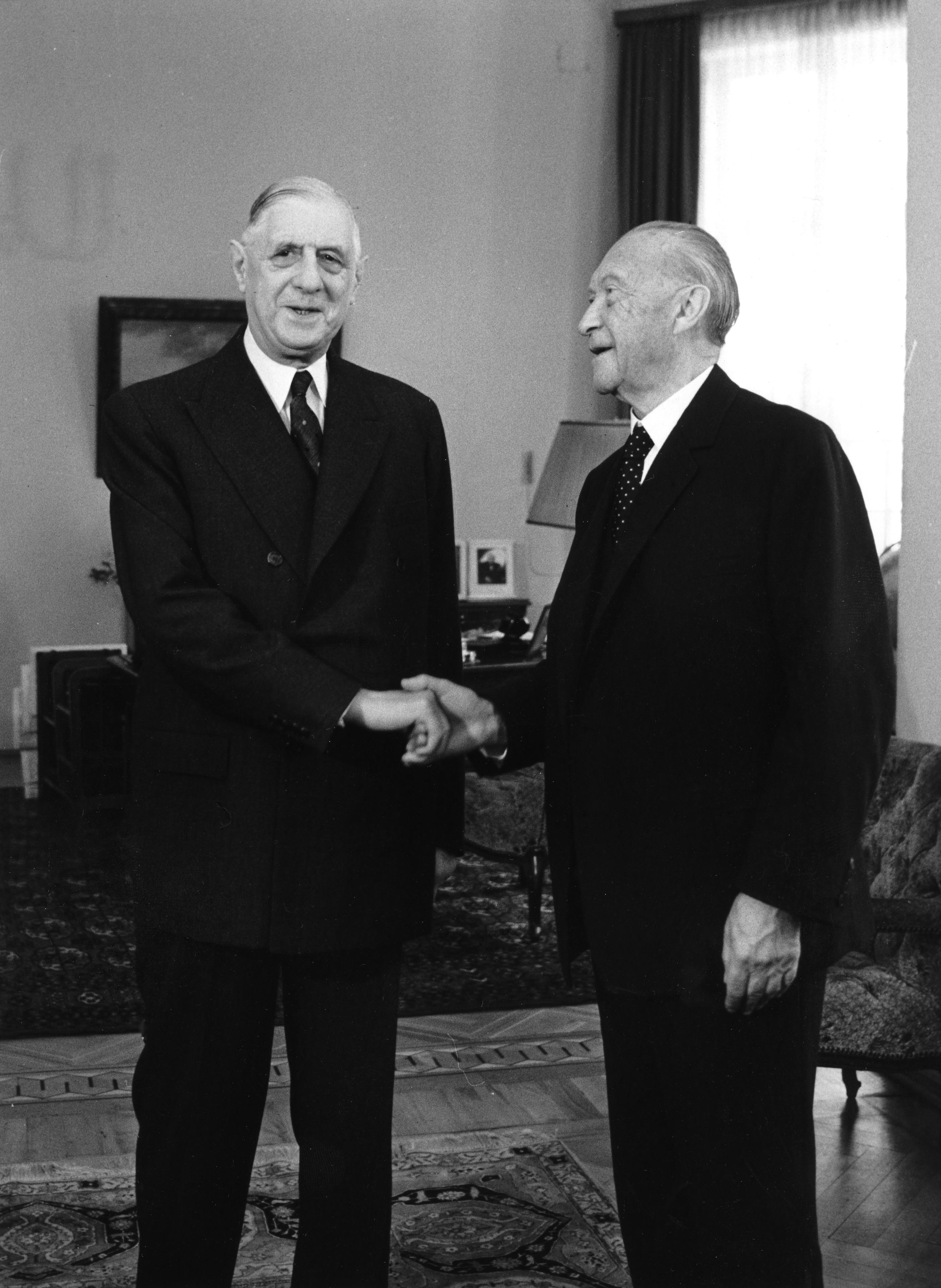
O presidente francês Charles de Gaulle apertou a mão do chanceler da Alemanha Ocidental, Konrad Adenauer, em Bona, 1963, acabando com a inimizade franco-alemã.

A teoria da paz democrática, teoria da paz liberal ou simplesmente paz democrática é uma teoria que afirma que as democracias hesitam em entrar em conflito armado com outras democracias identificadas. Entre os proponentes da teoria da paz democrática, vários fatores são considerados como motivadores da paz entre os estados democráticos:
- Os líderes democráticos são forçados a aceitar a responsabilidade pelas perdas na guerra para um público votante;
- Estadistas publicamente responsáveis tendem a estabelecer instituições diplomáticas para resolver tensões internacionais;
- As democracias não estão inclinadas a ver os países com políticas e doutrinas de governo adjacentes como hostis;
- As democracias tendem a possuir maior riqueza pública do que outros estados e, portanto, evitam a guerra para preservar a infraestrutura e os recursos.

Aqueles que contestam essa teoria frequentemente alegam que ela confunde correlação com causalidade e que as definições acadêmicas de "democracia" e "guerra" podem ser manipuladas de modo a fabricar uma tendência artificial.